# Eric Nylund
Eric S. Nylund (Panorama City, 12 novembre 1964) è uno scrittore e technical writer statunitense.

## Biografia
Passò la sua infanzia tra le montagne della Sierra Nevada e nelle pinete di Truckee, in California. Da ragazzo visse, invece, nel deserto del Mojave. Ottenne un bachelor in chimica dall'Università della California a Santa Barbara e un master dall'Università della California a San Diego. In seguito decise di abbandonare gli studi per diventare uno scrittore. Ciò lo costrinse a vivere una vita piuttosto povera e decise pertanto di cercare lavoro alla Microsoft. Lavorò prima su Encarta e successivamente entrò a far parte del loro Game Studios. Fu così che ottenne l'incarico di scrivere alcuni dei romanzi della serie Halo.
Attualmente lavora al Microsoft Game Studios, dove svolge l'incarico di scrittore e si occupa di marketing, e vive con la moglie Syne Mitchell e suo figlio a North Bend, vicino a Seattle.

## Opere

### Romanzi
- Pawn's Dream (1995)
- A Game of Universe (1997)
- Dry Water (1997)
- Signal to Noise (1998)
- A Signal Shattered (1999)
- Halo: La caduta di Reach (2001)
- Crimson Skies (2002)
- Halo: Il primo attacco (2003)
- Halo: I fantasmi di Onyx (2006)
- Halo: Evolutions (2009)
- Mortal Coils (2009)
- All That Lives Must Die (2010)
- The Resisters (2011)
- What Fools These Mortals (in produzione)

### Romanzi a fumetti
- Halo Wars: Genesis (2009)
- Battlestar Galactica: Cylon War (2009)